# Злакова
Злакова (словен. Zlakova) — поселення в общині Зрече, Савинський регіон, Словенія. 
Висота над рівнем моря: 561,3 м.

## Старовина
Місцева церква присвячена Святому Мартину і належить до парафії Зрече. Це пізньо-готична споруда, яка була розширена у 1739 році, а започаткована у XVII столітті.
Другою старовинною будівлею є частково дерев'яний будинок, ймовірно, збудований у 18 столітті, з переробкою в 19-м і 20-м століттях. Це фермерський будинок, чорна кухня.